# 保美町
保美町（ほびちょう）は、愛知県田原市の地名。

## 地理
旧渥美町中央部に位置する。東は福江町、南は小塩津町、北は中山町に接する。

### 字一覧
- 現行字についての五十音順で配列している。読みはYahoo地図による[6]。明治15年当時の字は『愛知県地名収攬』491頁（保美村）による。

| 現行字                       | 明治15年当時                 |
| ---------------------------- | ---------------------------- |
| 今田（いまだ）               | 今田（いまだ）               |
| 後田（うしろだ）             | 後田（うしろだ）             |
| 大原（おおはら）             | 大原（をほはら）             |
| 唐沢（からさわ）             | 唐沢（からさは）             |
| 坂井戸（さかいど）           | 坂井戸（さかいと）           |
| 沢（さわ）                   | 沢（さは）                   |
| 下地（しもじ）               | 下地（しもぢ）               |
|                              | 下武者詰（しもむしやつめ）   |
| 新田（しんでん）             | 新田（しんでん）             |
| 段土（だんど）               | 段土（たんと）               |
| 塚谷（つかや）               | 塚谷（つかや）               |
| 寺西（てらにし）             | 寺ノ西（てらのにし）         |
| 土尻（どじり）               | 土尻（とほしり）             |
| 土取（どとり）               | 土取（つちとり）             |
| 仲新古（なかしんこ）         | 仲新古（なかあらこ）         |
| 仲瀬古（なかぜこ）           | 中瀬古（なかぜこ）           |
| 仲原（なかはら）             | 仲原（なかはら）             |
| 仲屋敷（なかやしき）         | 仲屋敷（なかやしき）         |
| 西原（にしはら）             |                              |
| 西武者詰（にしむしゃづめ）   | 西武者詰（にしむしやつめ）   |
| 東武者詰（ひがしむしゃづめ） | 東武者詰（ひかしむしやつめ） |
| 平城（ひらき）               | 平城（へいしよう）           |
|                              | 堀川（ほりかは）             |
| 丸池（まるいけ）             | 丸池（まるいけ）             |
|                              | 前藪（まゑやぶ）             |
| 南（みなみ）                 | 南（みなみ）                 |

## 歴史

### 地名の由来
とある上皇に褒められた土地であることに由来するという説と、当地に流罪となった麻績王（おみのおう）に由来するという説があるという。

### 沿革
- 江戸時代 - 三河国渥美郡の幕府領の保美村として所在[7]。
- 寛永2年 - 旗本清水氏の知行地となる[7]。
- 寛永16年 - 再び幕府領となる[7]。
- 天和元年 - 志摩国鳥羽藩領となる[7]。
- 享保11年 - 幕府領となる[7]。
- 安永元年 - 遠江国相良藩領となる[7]。
- 天明2年 - 幕府領となる[7]。
- 1889年（明治22年） - 合併に伴い、福江村大字保美となる[7]。
- 1897年（明治30年） - 町制施行に伴い、福江町大字保美となる[7]。
- 1955年（昭和30年） - 合併に伴い、渥美町大字保美となる[7]。

## 世帯数と人口
2015年（平成27年）10月1日現在の世帯数と人口は以下の通りである。
| 町丁   | 世帯数  | 人口    |
| ------ | ------- | ------- |
| 保美町 | 512世帯 | 1,458人 |

### 人口の変遷
国勢調査による人口の推移
| 2005年（平成17年） | 1,550人 | [ 8 ] |  |
| 2010年（平成22年） | 1,487人 | [ 9 ] |  |
| 2015年（平成27年） | 1,458人 | [ 2 ] |  |

## 学区
市立小・中学校に通う場合、学区は以下の通りとなる。また、公立高等学校に通う場合の学区は以下の通りとなる。
| 番・番地等 | 小学校             | 中学校             | 高等学校 |
| ---------- | ------------------ | ------------------ | -------- |
| 全域       | 田原市立福江小学校 | 田原市立福江中学校 | 三河学区 |

## 交通
- 国道259号（田原街道）[5]

## 施設
- 豊鉄バス福江営業所[5]
- 宝海天神社[5]

字下地に鎮座する。祭神として細美御前・菅原道真・誉田別命を祀る。末社に秋葉社を置く。『三河国内神明名帳』にある「従五位上宝海天神」とみられるが、創立年代は未詳。
- 曹洞宗霊山寺[5]

## 史跡
- 杜国屋敷跡[5]

かつては字下地の畑に「杜国屋敷跡」の石柱が立っていたという。
- 保美貝塚[5]

字平城に所在したが、大部分が消失している。

## その他

### 日本郵便
- 郵便番号 : 441-3614[3]（集配局：渥美郵便局[14]）。